# Vergenz (Geologie)
Vergenz bezeichnet in der Geologie die Kipprichtung geneigter Falten. So wird z. B. eine nach Osten geneigte Falte als ostvergent bezeichnet.
Der Winkel, den die Achsenfläche mit der Vertikalen bildet, wird Vergenzwinkel oder Vergenzgrad genannt.
Falten mit entgegengesetzter Vergenz in einem Faltenpaket oder Faltengebirge besitzen
- Divergenz, wenn die Achsenflächen einen nach oben geöffneten Fächer bilden
- Antivergenz, wenn sie einen nach unten geöffneten Fächer bilden.

Die Grenze zwischen Faltenteilen verschiedener Vergenz wird als Scheitelungslinie oder Scheitelung bezeichnet.